# Gonomyia (Leiponeura) bicolorata
Gonomyia (Leiponeura) bicolorata is een tweevleugelige uit de familie steltmuggen (Limoniidae). De soort komt voor in het Oriëntaals gebied.